# Clarence Houser
Lemuel Clarence « Bud » Houser (né le 25 septembre 1901 à Winigan dans le Missouri et décédé le 1er octobre 1994 à Gardena en Californie) est un athlète américain, spécialiste du lancer du disque et du lancer du poids. Lors des Jeux olympiques d'été de 1924 à Paris, il parvient à décrocher le titre du lancer du disque et du lancer du poids, réitérant l'exploit réalisé par Robert Garrett aux Jeux olympiques d'été de 1896. Quatre ans plus tard, à Amsterdam, il conserve son titre au lancer du disque. Il a également détenu le record du monde du lancer du disque. 

## Biographie

### Jeunesse
Houser naît à Winigan dans le Missouri. En 1911, à l'âge de 10 ans, il devient orphelin après le décès de ses deux parents. Il déménage alors à Oxnard en Californie où il est élevé par sa sœur aînée Martha et son mari Walter Conklin. L'été, il travaille dans les champs, soulevant notamment des bottes de foin près de Corcoran.

### Carrière sportive

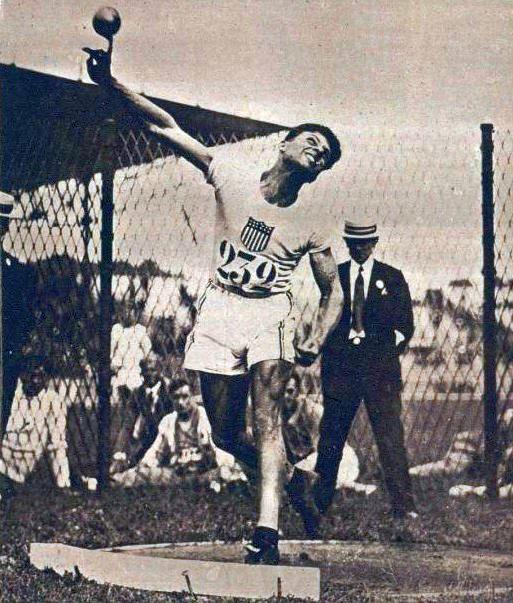
Clarence Houser, vainqueur du lancer du poids aux JO 1924.

Il poursuit sa scolarité sur les bancs de l'Oxnard High School (en) ce qui lui permet de participer à des rencontres interscolaires d'athlétisme, les California State Track Meets (en). Entre 1920 et 1922, il remporte six titres en conquérant chaque année la victoire au lancer du poids et au lancer du disque. Sur cette discipline, il s'entraîne notamment à maîtriser la technique de la volte, consistant à effectuer un tour et demi rapide dans l'aire de lancer avant la libération du disque. Il s'inscrit ensuite à l'université de Californie du Sud à Los Angeles, en Californie. 
En 1924, il est sélectionné pour participer aux Jeux olympiques se déroulant à Paris sur les épreuves du lancer du poids et du lancer du disque. En France, il parvient à remporter les deux épreuves, réitérant ainsi l'exploit de Robert Garrett, accompli lors des Jeux inauguraux de 1896. Ainsi, le 9 juillet, il décroche le titre olympique du lancer du poids en expédiant son boulet à 14,99 m. Quatre jours plus tard, le 13 juillet, il bat le record olympique du lancer du disque en lançant à 46,15 m pour ramener une seconde médaille d'or de Paris. Ce doublé n'a plus jamais été accompli depuis. 
En 1926, Houser s'empare du record du monde du lancer du disque, détenu par son compatriote Glenn Hartranft, grâce à un lancer mesuré à 48,20 m. En 1928, il est de nouveau sélectionné pour les Jeux olympiques. Il est alors choisi pour être le porte-drapeau de sa délégation lors de la cérémonie d'ouverture se déroulant au Stade olympique d'Amsterdam. Le 1er août, il conserve son titre olympique au lancer du disque, en améliorant son record olympique avec 47,32 m.

### Après l'athlétisme
Après sa carrière athlétique, Houser est devenu dentiste et a installé son cabinet à Hollywood, avant de déménager à Palm Desert. Il soigna de nombreuses stars du cinéma lors de ses années d'activité. Il meurt le 1er octobre 1994 à Gardena, à l'âge de 93 ans.  
En 1979, il est intronisé au Temple de la renommée de l'athlétisme des Etats-Unis. Le stade d'athlétisme de l'Oxnard High School (en) a été nommé en son honneur.

## Palmarès
| Date | Compétition     | Lieu      | Résultat | Épreuve          | Temps   |
| ---- | --------------- | --------- | -------- | ---------------- | ------- |
| 1924 | Jeux olympiques | Colombes  | 1er      | Lancer du poids  | 14,99 m |
| 1924 | Jeux olympiques | Colombes  | 1er      | Lancer du disque | 46,15 m |
| 1928 | Jeux olympiques | Amsterdam | 1er      | Lancer du disque | 47,32 m |

## Records
| Épreuve          | Performance | Lieu      | Date         |
| ---------------- | ----------- | --------- | ------------ |
| Lancer du poids  | 15,42 m     | Palo Alto | 15 mai 1926  |
| Lancer du disque | 48,20 m     | Palo Alto | 3 avril 1926 |